# Laurent Fiévet
Pour les articles homonymes, voir Fiévet.
 (juillet 2025).
 (mars 2025).
La mise en forme du texte ne suit pas les recommandations de Wikipédia : il faut le « wikifier ».
Les points d'amélioration suivants sont les cas les plus fréquents. Le détail des points à revoir est peut-être précisé sur la page de discussion.
- Les titres sont pré-formatés par le logiciel. Ils ne sont ni en capitales, ni en gras.
- Le texte ne doit pas être écrit en capitales (les noms de famille non plus), ni en gras, ni en italique, ni en « petit »…
- Le gras n'est utilisé que pour surligner le titre de l'article dans l'introduction, une seule fois.
- L'italique est rarement utilisé : mots en langue étrangère, titres d'œuvres, noms de bateaux, etc.
- Les citations ne sont pas en italique mais en corps de texte normal. Elles sont entourées par des guillemets français : « et ».
- Les listes à puces sont à éviter, des paragraphes rédigés étant largement préférés. Les tableaux sont à réserver à la présentation de données structurées (résultats, etc.).
- Les appels de note de bas de page (petits chiffres en exposant, introduits par l'outil «  Source ») sont à placer entre la fin de phrase et le point final[comme ça].
- Les liens internes (vers d'autres articles de Wikipédia) sont à choisir avec parcimonie. Créez des liens vers des articles approfondissant le sujet. Les termes génériques sans rapport avec le sujet sont à éviter, ainsi que les répétitions de liens vers un même terme.
- Les liens externes sont à placer uniquement dans une section « Liens externes », à la fin de l'article. Ces liens sont à choisir avec parcimonie suivant les règles définies. Si un lien sert de source à l'article, son insertion dans le texte est à faire par les notes de bas de page.
- La présentation des références doit suivre les conventions bibliographiques. Il est recommandé d'utiliser les modèles {{Ouvrage}}, {{Chapitre}}, {{Article}}, {{Lien web}} et/ou {{Bibliographie}}. Le mode d'édition visuel peut mettre en forme automatiquement les références.
- Insérer une infobox (cadre d'informations à droite) n'est pas obligatoire pour parachever la mise en page.

Pour une aide détaillée, merci de consulter Aide:Wikification.
Si vous pensez que ces points ont été résolus, vous pouvez retirer ce bandeau et améliorer la mise en forme d'un autre article.
Laurent Fiévet, né à Boulogne-Billancourt le 21 mai 1969, est un artiste plasticien, un collectionneur et un chercheur, vivant à Paris et dans le Finistère. Ses œuvres prennent le plus souvent la forme d’installations vidéo immersives utilisant des images cinématographiques et picturales. Il est directeur du Fonds de dotation LAB'BEL, créé par le groupe Bel, et co-fondateur du Fonds de dotation KERVAHUT installé à Plonéour-Lanvern.
Par sa mère, Eliane Fiévet, née de Lisle, Il est le petit-fils  de l'ingénieur et entomologiste Melchior de Lisle et de l'organiste Christiane de Lisle, née Frommer. 

## Formation
Après une licence de langue chinoise à l'Institut national des langues et civilisations orientales, il soutient en 2001 une thèse de doctorat à l'université Paris 3, sous la direction de Jean-Louis Leutrat, intitulée: "Miroirs de Vénus : présences et fonctions des références picturales dans les films d'Alfred Hitchcock réalisés entre 1954 et 1964 où il "débusque dans les films les plus connus du cinéaste des centaines de références picturales dont la plupart sont à première vue invisibles. Les films, d’eux-mêmes, ne révèlent rien. Seule l’analyse est en mesure de faire émerger le dispositif de transposition d’œuvres picturales fomenté secrètement par Hitchcock dont l’œuvre, reconfiguré par Fiévet, prend une autre tournure et se mue en une galerie d’art secrète où l’on peut après coup découvrir les prémices de l’œuvre artistique futur de Fiévet."

## Parcours artistique
À l'issue de la soutenance de sa thèse, Laurent Fiévet délaisse l'enseignement universitaire et s'engage dans un travail artistique. Ses œuvres prennent le plus souvent la forme d'installations immersives utilisant des images cinématographiques et picturales. Dans un entretien, mené en 2004, par Safia Benhaïm et Fabienne Costa, il explicite sa démarche : "par leur nature, ces images engagent une série de réflexions qui déterminent à leur tour un dispositif particulier d'exposition. Les images sont ensuite retravaillées en conformité avec les thèmes développés : modification des montages originaux, changement du rythme de projection, redéploiement des séquences, distribution des plans sur plusieurs écrans, création de surimpression, etc."  
Ses œuvres intègrent des collections privées et publiques. En 2024, le MUCEM acquiert Le Charme de la bourgeoisie, issue de la série Teorema réalisé en 2019.

## Autres activités
Depuis 2010, Laurent Fiévet dirige LAB'BEL, le laboratoire artistique de l'entreprise Bel.
En 2022, à Plonéour-Lanvern, il crée, avec Ludovic Kerfendal, le Fonds de dotation Kervahut qui se donne pour mission d'accompagner toutes les actions d'intérêt général concourant à développer, promouvoir et valoriser l'art contemporain, les arts vivants et la création artistique.

## Œuvres (sélection)
- Suites hitchcockiennes (2003-2010). Ensemble de huit installations vidéo conçues entre 2001 et 2003. Elles ont en commun de confronter des plans de quatre films célèbres d’Alfred Hitchcock (Vertigo, North by Northwest, Psycho, Marnie) et des tableaux des grands maîtres de l’Histoire de l’art occidental[4],[5].
- Epreuves du temps (2003-2008). Série de propositions autour des autoportraits de Helene Schjerfbeck, figure majeure de la peinture finlandaise de la première moitié du vingtième siècle et du film d’Alfred Hitchcock The Birds.
- Portraits olfactifs (2005-2007). Série d’installations vidéo proposant un dialogue entre certains plans empruntés à l’œuvre d'Hitchcock et des maîtres de la peinture[6]. Elle est associée à la création de parfums spécifiques pour chacune des installations.
- Les Larmes de Lora (2007-2014). Série opérant une rencontre entre les images du film Laura d’Otto Preminger et les mouvements cubiste et surréaliste, convoqués dans le traitement des images retravaillées au sein des installations.
- They Shoot Horses, Don't They ? (2010-2011). Série abordant le genre de la comédie musicale et plus largement les codes de représentation de la danse au cinéma.
- Fêlures du paysage (2011). Proposition ouvrant, dans le mouvement du film L'Année dernière à Marienbad d’Alain Resnais et Alain Robbe-Grillet, le spectre de références à d’autres classiques du cinématographe, et plus particulièrement à des films issus du genre fantastique (Shining de Stanley Kubrick), sans avoir recours toujours à des images vidéo.
- Ice (2011-2012). Série se structurant autour d’un ballet sur glace du film Sun Valley Serenade (Tu seras mon mari) de Bruce Humberstone (1941). Offrant plusieurs propositions rayonnant autour d’une même séquence destinée à montrer toute la virtuosité technique de la championne de patin à glace et actrice Sonja Henie, elle tire prétexte des images du film pour aborder des réflexions liées aux questions d’identité, de genre, de sexualité et d'inclusion.
- Swing High, Swing Low (2012-2014). Série rassemblant une quarantaine de montages qui ont en commun d’être élaborés à partir d’un extrait de film où apparaît une balançoire.
- Whistle (2012-2015). Série composée de montages qui constituent, comme dans Swing High, Swing Low, autant de variations autour d’un motif commun : une femme saisie dans la contemplation d’un ou plusieurs oiseaux en cage.
- Facing Arithmetics (2013-2015). Ensemble de montages réalisés à partir de films, longs et courts, de Buster Keaton jouant sur des figures géométriques.
- Vexations (2012-2014). Série d’installations qui présentent indépendamment ou associés l’enregistrement de l’intégralité des Vexations d’Erik Satie (interprétées en solo et sans interruption par Nicolas Horvath) et un montage vidéo, rassemblant des extraits de Pickpocket de Robert Bresson, suivant chorégraphiquement l’exécution de la pièce musicale.
- Nouvelles suites (2014-2015). Nouvelle série de montages prolongeant la réflexion engagée dans les Suites hitchcockiennes autour des rapports qu’entretiennent peinture et cinéma, et, de manière plus générale, fixité et mouvement.
- Dem bones - Dislocated (2014-2015). Série de montages réalisés à partir d’extraits de comédies musicales américaines. Procédant par jeux d’allers et retours dans la matière des extraits filmiques, chacun d’entre eux malmène les corps des danseurs en présence, évoluant en solo, en couples ou en groupes selon les œuvres détournées.
- States of Grace (2015). Série de montages et d’installations vidéo associant par jeux multiples de surimpressions des courts extraits de Rear Window et des compositions de Vierge à l’Enfant de Léonard de Vinci. Elle est associée à un protocole œnologique de dégustation.
- More sweets (2015). Série prolongeant les expériences gustatives plus anciennes, comme States of Grace, associant à l’image cinématographique un protocole d’oralité interrogeant ses modes de réception et de perception.
- On the Tip of the Tongue (2015). Série définissant et cristallisant un moment de mise en place ou d’interruption d’un numéro chanté, presque entièrement occulté par le montage (à l’exception parfois des premières notes entonnées).
- My He®itage (2016-2017). Série confrontant au sein de montages ou d’installations vidéo des extraits de films où des marques commerciales françaises font des apparitions à l’écran.
- Palimpsestes (2016). Série rassemblant deux œuvres, Exit et Tuesday, qui ont en commun de prendre pour source d’inspiration The Shining de Stanley Kubrick et une troisième, Flying Carpet, créée à partir d’un photogramme d’un long métrage d’animation.
- Oxymores (2017). Série composée de deux montages résultant de commandes pour des projets d’exposition (la première consacrée au peintre Gustave Courbet, la seconde aux dessins de Jean Bruller). Elle aborde, au même titre que la série Whistle, des questions relatives au rapport du spectateur à l’œuvre et aux formes d’interaction qu’il peut engager avec elle.
- New Whistle (2017-2018). Série complétant les quatorze premières œuvres de la série Whistle. Elle rassemble plus de trois cents nouveaux montages qui sont consacrés chacun à un film et un personnage féminin près d'une cage à oiseaux.*
- Ten (2018). Série réalisée à partir de dix adaptations cinématographiques, plus ou moins officielles et assumées comme telles, du roman Dix Petits Nègres (Ten Little Niggers) d’Agatha Christie.
- Drowning Figures (2018-2019). Série engageant un dialogue entre Alfred Hitchcock et Diego Velasquez.
- Teorema (2019-2020). Série tissant un réseau de correspondances entre de courts fragments du film homonyme de Pier Paolo Pasolini (Théorème, 1968) et différentes compositions, en grande partie religieuses, de l’histoire de la peinture occidentale. Tout autant que la construction des images, elle met en perspective la nature du regard  du spectateur face à l’œuvre d’art.
- Suites baroques (2015-2023). Série de vidéos prenant appui sur des compositions de musique baroque et réalisées à partir d’extraits de L’Innocente (1976), le film testamentaire de Luchino Visconti. Elle met en relief la présence marquée de parfums qui participent de l'atmosphère oppressante du récit.
- Saijiki (歳時記) (2021-2023). Série entrecroisant les structures de neufs films de Yasujirō Ozu réalisés principalement entre la fin des années quarante et le début des années soixante et dont les titres évoquent le passage des saisons. Le montage y est cliniquement observé comme un point d’équilibre et de basculement, procédant par des effets de déplacements infimes.

## Expositions personnelles (sélection)
2003-2004
- Aikakokeita. Hyvinkää (Finlande), Musée des Beaux-Arts.
- Suites hitchcockiennes (Hitchcock sarja). Helsinki (Finlande), Musée d’Art contemporain Kiasma.

2006
- Épreuves du Temps. Paris (France), Institut finlandais.
- Portrait au narcisse. Paris (France), RATP.

2007
- Portrait au bouquet de violettes, portrait à l’écume. Vila do Conde (Portugal), Forte São João Baptista.
- Essences de l’Image : portraits olfactifs. Den Haag (Pays-Bas), galerie Ramakers.
- Portrait au bouquet de violettes. Installation. Stabekk (Norvège), Festival Et Årsverk. Stabekk (Norvège).

2008
- Melted M-Helenes. Paris (France), Institut finlandais.
- Perturbations. Vendôme (France), Chapelle Saint-Jacques.

2009
- Les Larmes de Lora - Reflux. Marseille (France), Où - lieu d’exposition pour l’art actuel.

2010
- Les Larmes de Lora. Paris (France), Le Dressing.
- On the Brink. Metz (France), Lavoir du Pontiffroy.
- They Shoot Horses, Don’t They? Paris (France), Galerie la Ferronnerie.

2011
- Sunday Night. Paris (France), Le Dressing.
- Faith. Brunoy (France), Église Saint Médard.

2012
- Ice. Paris (France), Galerie Jeanroch Dard.
- They Shoot Horses, Don’t They? Paris (France), Galerie Jeanroch Dard.
- Swing High, Swing Low.  Marseille (France), La compagnie.
- They Shoot Horses, Don’t They? Segré (France), Centre Culturel.

2013
- La Grande Clameur.  Marseille (France), Façade du Théâtre de la Criée, pour l’ouverture officielle de Marseille-Provence 2013, Capitale Européenne de la Culture.
- Whistle. Helsinki (Finlande), espace Anna Ruohonen.

2014
- Dislocated. Barcelone (Catalogne), Loop Barcelona.
- Swing. Paris (France), Salon H.
- Eclipse. Paris (France), Gleichapel.
- Carlotta’s way/Returning Carlotta’s way. Paris (France), Musée National Picasso.

2015
- Carlotta’s way/Returning Carlotta’s way. Paris (France), Hôtel d’Evreux.
- States of Grace. CParis (France), Le Meurice.
- Carlotta’s way/Returning Carlotta’s way. Barcelone (Catalogne), Musée Picasso.
- Plaster Cocoon. Paris (France), La Galerie particulière.
- States of Grace. Paris (France), Galerie Dohyang Lee.

2016
- States of Grace. Barcelone (Catalogne), Museu Nacional d’Art de Catalunya.
- Héritage. Arles (France), The Manuel Rivera-Ortiz Foundation for Documentary Photography & Film.
- Incise Video & Film. Paris (France), Galerie Michèle Chomette.

2017
- Carlotta’s way/Returning Carlotta’s way. Marseille (France), MUCEM – Fort Saint Jean.
- Facing Arithmetics, Algebra, Geometry. Paris (France), rue Joseph Dijon.
- Vidéos d’artiste #14. New York, ville de fantômes/La Femme qui pleure. Paris (France), Maison Européenne de la Photographie.
- Nouvelles Suites. Angers (France), Galerie 5.
- Dislocated. Paris (France), Grand Palais/Théâtre du Châtelet hors les murs.

2018
- TEN. Lectoure (France), Ancien tribunal /Centre d’art et de photographie hors les murs.
- Carlotta’s way/Returning Carlotta’s way. Paris (France), Forum des Images.
- Tuesday. Rome (Italie), Macro Asilo – Museo d’Arte Contemporanea.

2019
- Teorema.Nice (France), Musée Masséna.

2020
- Teorema. Bourg-la-Reine (France), Villa Saint-Cyr et Médiathèque François Villon.
- Tuesday. Barcelone (Catalogne), Loop Barcelona[7].

2022
- Drowning Figures. Paris (France), cneai=/Cité internationale universitaire[8].
- Teorema.Vila do Conde (Portugal), Casa-Museo José Régio.
- Frammenti. Rome (Italie), Uccelliere Farnesiane - Parc archéologique du Colisée[9].

2023
- Laurent Fiévet - L’Annonce faite à Lucia. Paris (France), Galerie Sophie Scheidecker.
- Teorema. Grenoble (France), Cinémathèque.
- Contrechants. Saint-Martin d’Hères (France), Maison de la Création et de l’Innovation.

2024
- The Sixth Month. Tbilissi (Géorgie), Exhibition Center Expo Georgia.

## Expositions collectives (sélection)
2007
- Under Hitchcock.  Vila do Conde (Portugal), Solar Galeria de Arte cinemática.

2008
- Manif d’Art 4. Biennale en art actuel de Québec. Québec (Canada)
- Manipulations. Ppour la 15e édition du Mois de la photo. Paris (France), galerie la Ferronnerie.
- Silêncio ! São Paulo (Brésil), Galeria Vermelho.

2010
- Vidéoburo n°2 / La Relève. Paris (France), Vidéo-buro.
- Transparaître. Paris (France), Le Dressing.
- Le Centre Commercial Sans Commerce : Avant les magasins, les Rêveurs. Paris (France), Cité de la mode et du design.

2011
- Chambres sourdes. Bussy Saint-Martin (France), Domaine de Rentilly.
- Rupture mon amour. Malakoff (France), Maison des Arts.
- Fantômes et cauchemars. Beauvais (France), Espace Culturel et Péronne (France) Historial de la grande guerre.
- Intérieur, neige. Paris (France), Cneai=.
- Paris calling. La Haye (Pays-Bas), Galerie Ramakers.
- Love. Tbilisi (Géorgie), Centre d'Art contemporain.
- Love vidéo. Londres (Grande-Bretagne), 113 Dalston Lane.
- Le Dessinateur comme prestidigitateur. Blois (France), Maison de la Magie Robert Houdin.

2012
- Festival Loopingstar 2012. Commerces de Forbach (France) et Sarrebrück (Allemagne).
- Time is Love 5. Milan (Italie), [.Box] Space ; Berlin (Allemagne), SAVVY Contemporary  ; San Diego (USA), Garage 4141; Londres (Grande-Bretagne), Rich Mix Foundation ; Larnaca (Chypre), The Cornaro Institute ; Paris (France), Galerie Octobre ; Kharkiv (Ukraine) City Art Gallery.
- Angle mort. Houilles (France), La Graineterie.

2013
- 21/12. Paris (France), La Ruche.
- De la Lenteur avant toute chose. Montreuil (France), Espace abcd.
- Cette famille (volet 2). Metz (France), La Conserverie.

2014   
- Les Esthétiques d’un monde désenchanté. Meymac (France), Abbaye Saint-André – Centre d’Art contemporain.
- Le Temps à rebrousse-poil (l’ab-sens de sens). Marseille (France), la compagnie.

2015
- Poetry of bodies. CDurban (Afrique du Sud). Kwazulu Natal Society of Arts.
- Letztes Jahr in Marienbad. Ein Film als Kunstwerk. Brême (Allemagne), Kunsthalle Bremem.
- Memory & Oblivion. Beyrouth (Liban), Station Beirut – Nabil Canaan.

2016
- Passe-Impasse. Barcelone (Catalogne), Blueproject Foundation.
- Solid Liquids – Internationale Tendenzen der Skulptur in der Gegenwartskunst. Münster (Allemagne), Kunsthalle Münster.
- Il y a de l’autre. pour les Rencontres de la photographie 2016. Arles (France), Atelier des Forges.
- Last year in Marienbad: A film as Art. Prague (République Tchèque). Galerie Rudolfinum.
- La French Touch. Séoul (Corée du Sud), Artspace Boan 42.

2018
- Dance with Me Video. Paris (France), Maison Européenne de la photographie.
- Vercors. Arles (France), Galerie Omnius.
- Black Chorus. Arles (France), The Manuel Rivera-Ortiz Foundation for Documentary Photography and Film.
- 36 Songs to Whistle. Nice (France), Hôtel Windsor.

2019
- Amours. Paris (France), Plateforme.
- Hommage à Léonard de Vinci et à la Renaissance italienne. Lémeré (France), Château du Rivau.
- Call to Action. On freedom, power and impotence. Helmond (Pays Bas), Museum Helmond.

2020
- Entrouvert. Chêne-Bourg (Suisse), Galerie Analix.
- Tales from an Old World. Barcelone (Catalogne), Museu d’Història de Catalunya.

2021
- La Cité sous le ciel. Paris (France), cneai=/Cité internationale universitaire[10].
- Le Grand Mezzé. Marseille (France), MUCEM, Galerie de la Méditerranée[11].

2024
- Pasolini en clair-obscur. Monaco (Monaco), Nouveau Musée National de Monaco[12]